# Breitbach (Rhein)
Der Breitbach ist ein Bach im rheinland-pfälzischen Landkreis Neuwied, der bei Rheinbreitbach von rechts in den Mittelrhein mündet. Auf einer Länge von vier Kilometern fließt er größtenteils durch diese teilweise nach ihm benannte Ortsgemeinde.

## Geographie

### Verlauf
Der Breitbach entspringt auf einer Höhe von etwa 175 m ü. NHN unterhalb der Bruchhausener Grube St. Marienberg auf der Gemarkung von Unkel. Im weiteren Verlauf nimmt er auf seiner rechten Seite den Hattenbach auf, der vom Dockenmühlen-Weiher an der Grenze zu Bruchhausen kommt, und fließt in nördlicher Richtung durch Scheurener Gemarkung. Dort nimmt er auf 120 m ü. NHN einen weiteren Zufluss von rechts auf, der auf knapp 260 m ü. NHN am Hang des Rheinwesterwälder Vulkanrückens entspringt, und fließt fortan in westliche Richtung. Er passiert die hälftig zu Rheinbreitbach und Scheuren gehörende Häusergruppe Ziegelei, an der einstmals eine Bergbau-Schmelze betrieben wurde. Fortan verläuft er, nach erneuter Verstärkung durch einen rechtsseitigen Zufluss mit Quelle knapp unter 280 m ü. NHN auf dem Rheinwesterwälder Vulkanrücken, parallel zur Westerwaldstraße, die von der Breiten Heide aus kommend hinab nach Rheinbreitbach führt.
Er passiert das ehemalige Waldschwimmbad unterhalb des südlich liegenden Waldfriedhofs, das er ab 1934 speiste und das 2016 abgerissen wurde, und mündet anschließend in den Ortsbereich ein.

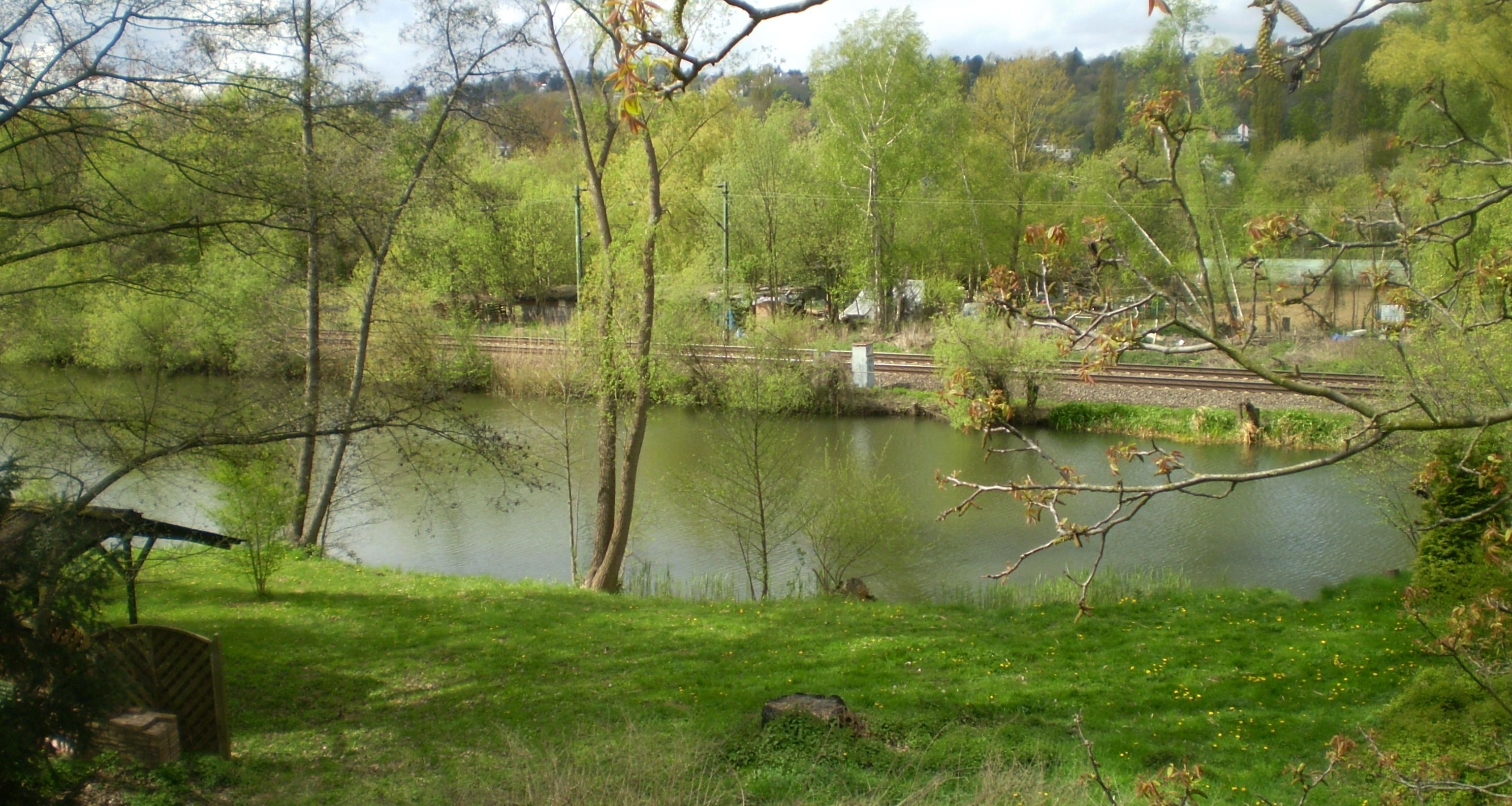
Weiher im Rheinbreitbacher Maar

Dort taucht er nahe dem Sportplatz erstmals in die Kanalisation ab, kurz darauf aber an der Unteren Burg – gefasst in Mauerwerk – wieder auf. Erneut unterquert er Rheinbreitbach kanalisiert und gelangt erst rund 800 m weiter westlich wieder am Ende des Ortsbereiches an die Oberfläche. Auf einer kurzen naturnahen Strecke unterquert er die Bundesstraße 42 und kurz darauf die Eisenbahnstrecke. Anschließend fließt er zwischen zwei Teichen des sog. Rheinbreitbacher Maars 100 m in nördlicher Richtung. Während er dort teilweise weiter zum Honnefer bzw. Rheinbreitbacher Graben im Norden durchgebunden wird, biegt sein Hauptarm nach Westen ab und fließt bei Flusskilometer 639,0 in den Mittelrhein.

### Einzugsgebiet
Das 6,228 km² große Einzugsgebiet des Breitbachs  erstreckt sich vom Rheinwesterwälder Vulkanrücken über die Linzer Terrasse bis zur Honnefer Talweitung und wird durch ihn über den Rhein zur Nordsee entwässert.
Es grenzt
- im Nordosten an das Einzugsgebiet des Detzelbachs (Bach vom Asberg[7]), der in den Kasbach mündet;
- im Osten an das des  Rhein-Zuflusses Kasbach selbst;
- im Süden an das des Hähnerbachs[8], der in den Rhein mündet und
- im Norden an das des Honnefer Grabens, der ebenfalls in den Rhein mündet.

Ein großer Teil im Osten des Einzugsgebiets ist bewaldet und im Westen ist der Mündungsbereich besiedelt. Die höchste Erhebung ist der Eischeider Kopf  mit etwa 319 m im Osten des Einzugsgebiets.

### Zuflüsse
Reihenfolge von der Quelle zur Mündung. Längenangabe (km) und die Größe des Einzugsgebiets (km²) nach dem GeoExplorer der Wasserwirtschaftsverwaltung Rheinland-Pfalz (Hinweise)
- Bleibach (rechts), 0,7 km, 0,29 km²
- Eischeider Bach (links), 2,1 km, 3,05 km²
- Muellersbach (links), 2,9 km, 0,97  km²

## Geologie
Im Breitbachtal befinden sich an verschiedenen Stellen Sandsteinbänke einer Gesteinsschicht, die dem Devon zugerechnet wird. Innerhalb des Rheintals hat der Breitbach im Holozän einen umfangreichen Schwemmfächer angehäuft, dessen Ablagerungen im Wesentlichen aus tonig-sandigem Schluff bestehen.

## Geschichte
Die für die fränkische Zeit vermutete Gründung des Ortes Rheinbreitbach und seine nachfolgende Besiedelung sind eng mit dem namengebenden Breitbach verbunden. Der erstmalige Betrieb von Wassermühlen am Breitbach ist für das Jahr 1364 durch die urkundliche Erwähnung eines Mühlentals belegt. Weitere Spuren hat er im Straßennamen Mühlenweg und im Namen des Mühlenbergs hinterlassen. Errichtet und anschließend verpachtet wurden die meisten Mühlen von den ortsansässigen Herren von Breitbach. Der Breitbach wurde im Besonderen durch den in der Umgebung intensiv betriebenen Kupferbergbau genutzt, dem er als Entwässerung und zur Aufbereitung der Erze in sogenannten Pochwerken diente.
Bereits am Oberlauf ist nahe der Mündung des Hattenbachs anhand eines Flurnamens die Existenz einer Schleifmühle nachgewiesen. Weiter unterhalb, östlich der Häusergruppe Ziegelei, bestand eine 1376 erstmals erwähnte Getreidemühle (sog. Obere Mühle). Nach mehrfachen Pächterwechseln und einem Neuaufbau verfiel sie um 1730. Im weiteren Verlauf des Breitbachs befanden sich Anfang des 19. Jahrhunderts einige Pochwerke. Es folgten in kurzem Abstand eine als Untere Mühle bezeichnete Mahlmühle mit einem 1819 entstandenen Stauteich sowie eine Ölmühle. Die ab 1376 belegte Untere Mühle, ein Bruchsteinbau, wurde Mitte des 20. Jahrhunderts nicht mehr als Mühle genutzt und in den 1970er-Jahren abgerissen. Von der Ölmühle, die Ende des 19. Jahrhunderts aufgegeben und dann dem Verfall preisgegeben wurde, sind ebenfalls keine Spuren mehr erhalten.

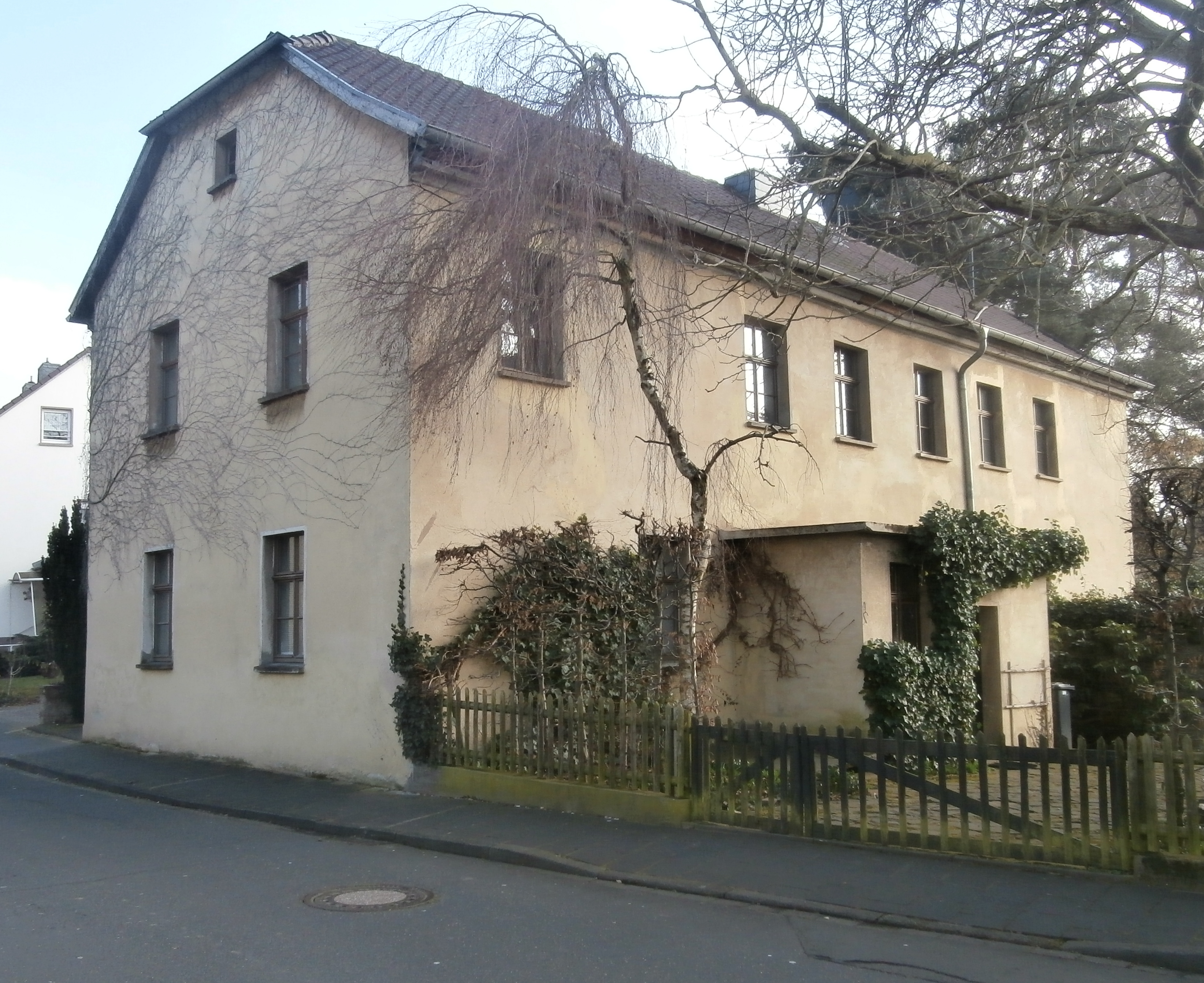
Ehemaliges Hammerwerk (2015)

Im Bereich seines Unterlaufs wurde der Breitbach nochmals in einem Teich gestaut. Dort betrieb er spätestens ab 1828 das sogenannte Hammerwerk. Es diente Ende des 19. Jahrhunderts als Schmiede, wurde in den 1930er-Jahren eingestellt und besteht als Gebäude noch heute (Rheinstraße 29).

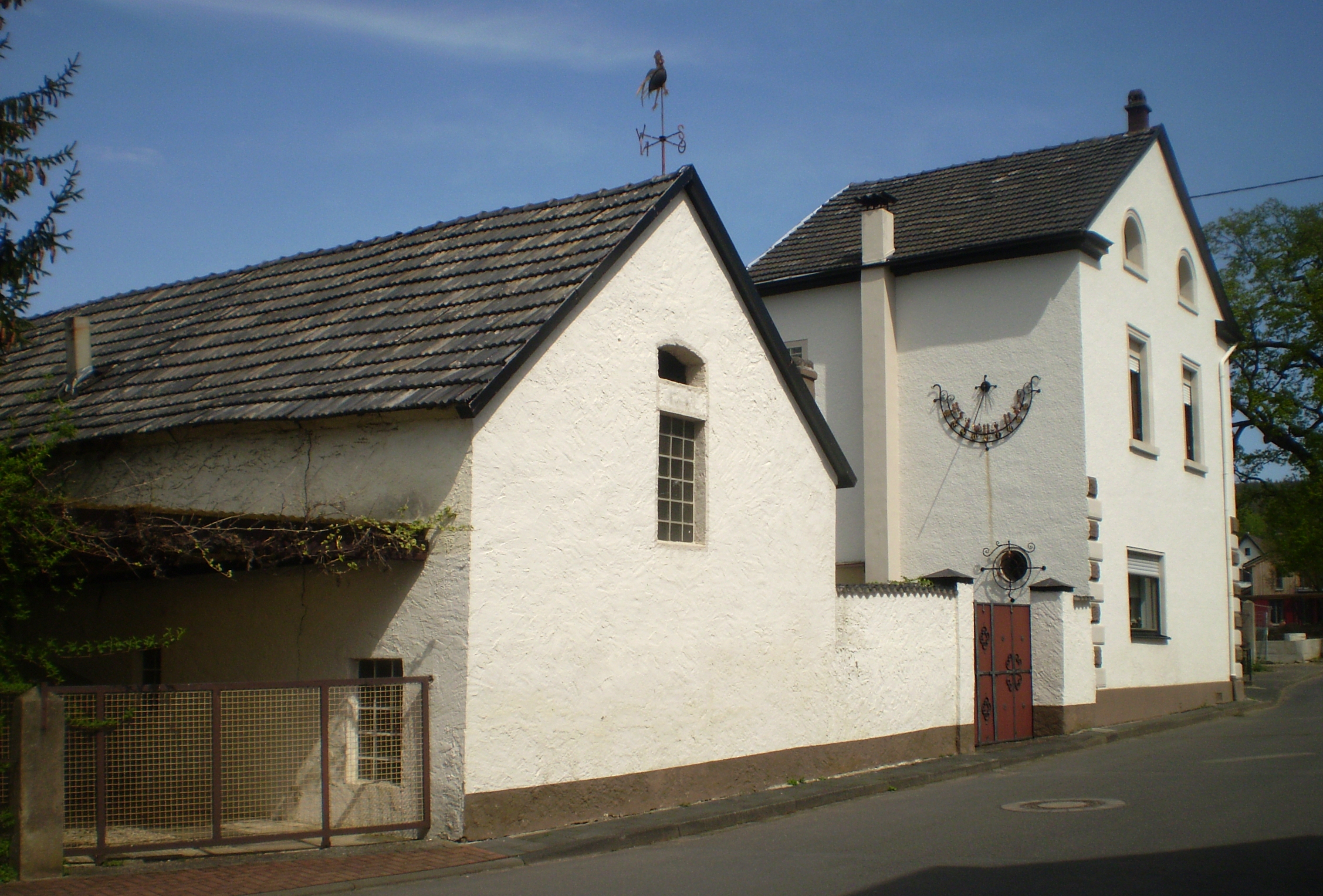
Die Bendenmühle (2012)

Weiter westlich folgte die letzte, direkt vom Breitbach betriebene Mühle: Die Bendenmühle (auch Kreftensche Mühle; Rheinstraße 62). Sie entstand nach 1796 zur Entlastung der Unteren Mühle und diente unter anderem dem Zerkleinern von Hirse- und Gerstenschalen. 1885 zählte der Wohnplatz Benden (=Feuchtwiese) zwei Gebäude und sieben Einwohner. Ein weiterer Stauweiher folgte im Maar an der heutigen Heerstraße, wo ein Graben sein Wasser zur etwa 500 m nördlich gelegenen Rolandsmühle leitete.